# Wietzendorf
Wietzendorf é um município da Alemanha localizado no distrito de Heidekreis, estado da Baixa Saxônia.